# Jeanne Tordeus
Jeanne Tordeus, née le 24 décembre 1842 à Bruxelles, où elle est morte le 6 janvier 1911, est une actrice belge et une professeure de déclamation du Conservatoire royal de Bruxelles. Actrice, elle joua à la Comédie-Française.

## Éléments biographiques
Découverte en 1853 par Rachel Félix pour ses talents de déclamation, elle l'encourage à entrer au Conservatoire royal de Bruxelles. Cinq ans plus tard, en 1858, elle y remporte le prix de tragédie et monte à Paris pour y parfaire sa formation. Sa mère et sa sœur, Charlotte s'installent à Paris, Rue Saint-Honoré, et ne rentrent en Belgique que durant les congés. Le 12 juin 1858, Jeanne présente le concours pour entrer au Conservatoire de Paris où elle est reçue et suit désormais les cours de Jean-Baptiste Provost. En octobre 1859 sous l'impulsion de son professeur, elle est la première comédienne belge reçue à la Comédie-Française. Elle débute à l'Odéon, le 22 mars 1862, où elle incarne Chimène dans Le Cid. Le 6 décembre 1864 elle signe son engagement comme pensionnaire de la Comédie-Française. Elle joue des seconds rôles puis des premiers, certains critiques comme Jules Barbey d'Aurevilly ne tarissent pas d'éloges à son égard. La Guerre franco-allemande de 1870 puis la Commune de Paris en 1871 la contraindront à un retour forcé à Bruxelles. En 1872, François-Auguste Gevaert, lui propose de prendre le cours de déclamation au Conservatoire royal de Bruxelles, pour les jeunes-filles se destinant à la scène. Elle accepte. Elle n'eut de cesse de faire de ce cours, presque facultatif, un cours moderne d'art dramatique. Elle y parviendra durant quarante années, marquant durablement l'institution par son enseignement. En 1894, pour aider ses élèves qui ont un accent épouvantable, elle publie un manuel de prononciation. Bientôt, en 1892, la voici titulaire du cours de tragédie et de comédie. Éléonore Mahieu, son élève, lui succèdera lors de son départ à la retraite en 1909. Elle se lie d'amitié avec l'une de ses élèves, Adeline Dudlay qui fera carrière à Paris. Un vibrant hommage lui est rendu au Théâtre du Parc le 23 février 1910, Berthe Bovy et Adeline Dudlay, deux de ses plus illustres élèves, jouent pour elle. Elle meurt le 6 janvier 1911, entourée d'Adeline Dudlay et de Marie de Nys, deux fidèles étudiantes.

## Publication
- Jeanne Tordeus, Manuel de prononciation, Paul Lacomblez, Bruxelles, 1894.

## Reconnaissances
- Un prix de déclamation institué en 1910 portait son nom et s'appelle désormais, depuis 1934 année de décès d'Adeline Dudlay, le nom de: Prix Jeanne Tordeus - Adeline Dudlay.